# جواز سفر موريشي
تصدر جوازات سفر موريشيوس لمواطني موريشيوس بغرض السفر خارج البلاد. اعتبارا من عام 2007 يجهز مكتب الجوازات والهجرة في موريشيوس حوالي 434 طلب من طلبات جوازات السفر كل يوم.
تصدر جوازات سفر موريشيوس بموجب قانون جوازات السفر الصادر في 14 فبراير 1969. تنظم لوائح جوازات السفر لعام 1969 تفاصيل إصدارها. لتجديد الجواز يجب تقديم طلب جديد إلى مكتب الجوازات والهجرة.

## متطلبات التأشيرة

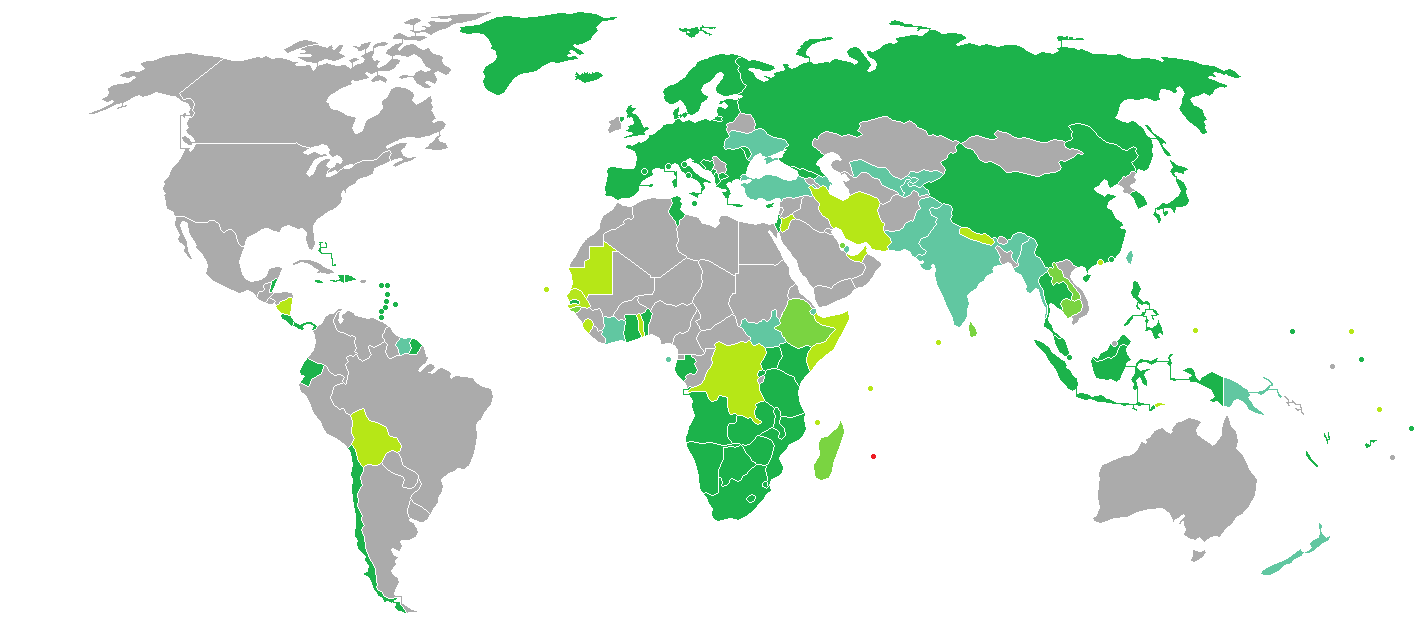
البلدان والأقاليم التي لا تفرض تأشيرة أو تطلب تأشيرة دخول عند الوصول للجهة، لحاملي جوازات السفر الموريشية العادية.

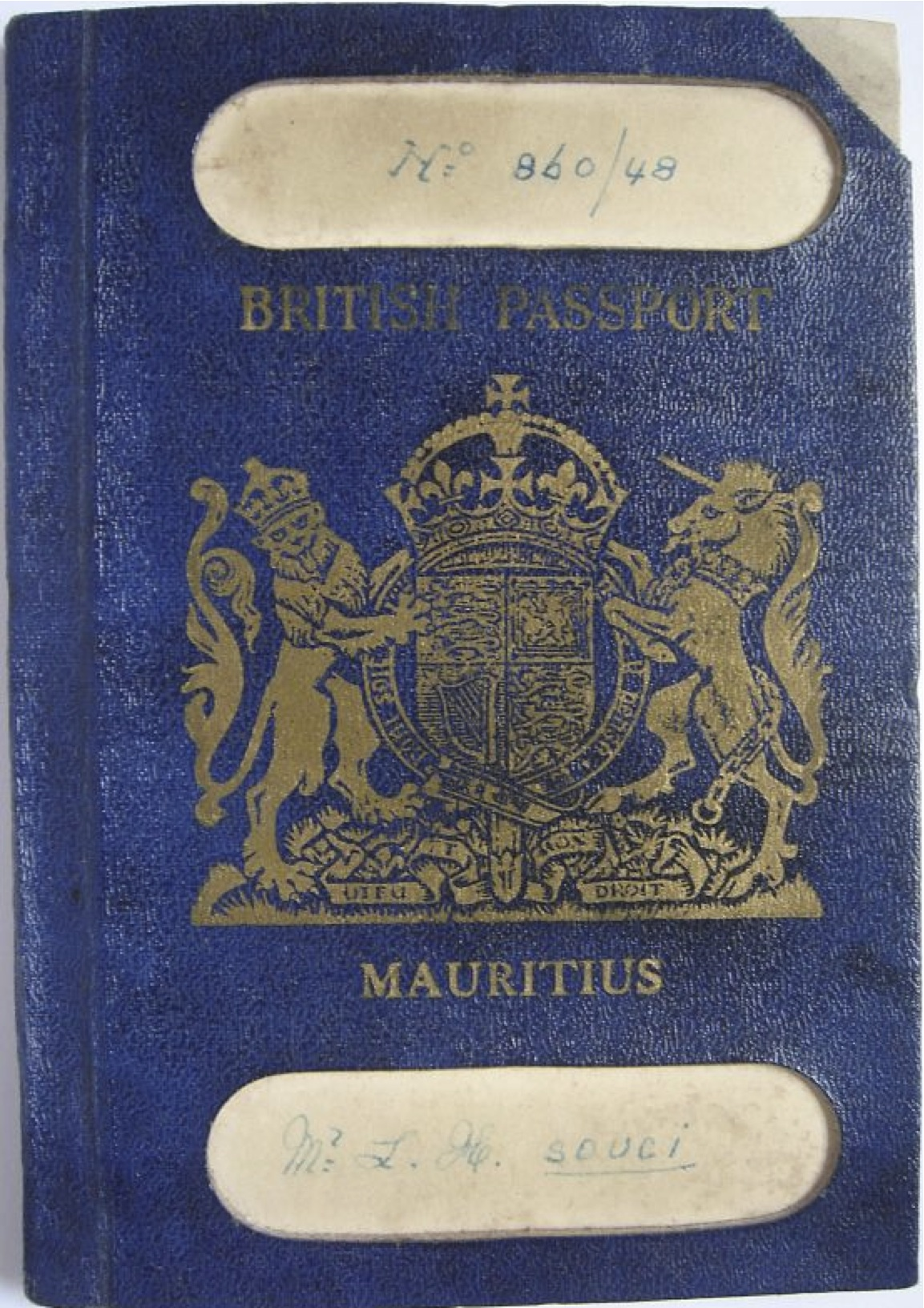
جواز سفر موريشيوس البريطانية

اعتبارًا من 5 يناير 2021 كان لدى مواطني موريشيوس إمكانية دخول 146 دولة وإقليمًا بدون تأشيرة أو تأشيرة عند الوصول، مما أدى إلى تصنيف جواز سفر موريشيوس في المرتبة 31 بشكل عام والثاني في إفريقيا من حيث حرية السفر وفقًا مؤشر هينلي لجوازات السفر.